# Грошовский, Патрик
Па́трик Гро́шовский (словац. Patrik Hrošovský; род. 22 апреля 1992 года, Бойнице) — словацкий футболист, полузащитник бельгийского клуба «Генк» и сборной Словакии. Участник двух чемпионатов Европы (2016 и 2020).

## Карьера

### Клуб
Футбольная карьера Грошовского началась в словацком футбольном клубе «Прьевидза». Также в течение двух лет играл за юношескую команду клуба «Тренчин» (академия пражской «Спарты»). В возрасте 17 лет перешёл в пльзеньскую «Викторию».
Перед началом сезона 2011/12 он перешёл в первую команду, за которую сыграл всего 1 минуту в матче национального Кубка. Позже играл в аренде в клубах «Баник Соколов», «Усти-над-Лабем» и «Зноймо».
Дебют в Гамбринус Лиге состоялся 2 марта 2014 в матче против «Зноймо» (победа 3:2). А дебют в еврокубках Патрик отметил 20 марта 2014 года в ответном матче Лиги Европы 2013/14 против Лионского «Олимпика», где он отметился голевой передачей. В итоге, «Виктория» победила 2:1, но по сумме двух матчей (3:5) вылетела из Лиги Европы.
Первый гол в Гамбринус Лиге Грошовский забил 29 марта 2014 года в матче с либерецким «Слованом», где «Виктория» одержала крупную победу со счётом 6:0. Ходили слухи, что Грошовский мог присоединится к одной из команд Ла Лиги или Премьер-лиги - «Леванте», «Хетафе» и «Хаддерсфилд» были названы возможные будущие клубы. Однако Грошовскому не удалось осуществить переход. Позже в январе 2019 года во время трансферного окна «Вест Хэм Юнайтед» также упоминался в качестве претендента на футболиста.
5 июня 2019 года, когда Грошовский готовился с национальной командой к матчу против Иордании и Азербайджана, было сообщено, что он был очень близок к переходу в «Генк». Устное соглашение было завершено, но возникла проблема, поскольку «Виктория» была рада отпустить Грошовского позже во время летнего трансферного периода, чтобы помочь им пробиться в групповой этап Лиги чемпионов. Генк выступил против этой договоренности. На следующий день Грошовский успокоил слухи во время пресс-конференции перед матчем с Иорданией, заявив, что, хотя переговоры все же имели место, нет уверенности в переходе и что он всё ещё является игроком «Виктории». Однако в июле 2019 года Грошовский всё же официально перешёл в бельгийский «Генк». Контракт рассчитан до лета 2024 года. Он дебютировал в бельгийском чемпионате 23 августа 2019 года против многократного чемпиона «Андерлехта». «Генк» победил 1:0, благодаря голу Саматты.
Грошовский сыграл пять матчей в Лиге чемпионов 2019/20, «Генк» из группы не вышел, набрав лишь одно очко против «Наполи». 1 февраля 2020 года Грошовский забил свой первый гол за «Генк» в матче лиги против «Шарлеруа».

### Сборная
За сборную Словакии до 21 года Грошовский сыграл 9 матчей и забил один мяч.
18 ноября 2014 года состоялся дебют в национальной сборной Словакии. Словаки в товарищеском матче одолели сборную Финляндии со счётом 2:1.

## Достижения
«Виктория» Пльзень
- Чемпион Чехии (3): 2014/15, 2015/16, 2017/18
- Обладатель Суперкубка Чехии: 2015